# Perry Mason e la vedova ingannata
Perry Mason e la vedova ingannata (The Case Of The Fugitive Nurse) è un romanzo giallo del 1954 scritto da Erle Stanley Gardner, e appartenente alla serie con protagonista il celebre avvocato Perry Mason.

## Trama
Steffanie Malden è la giovane vedova non troppo addolorata del dottor Summerfield Malden, morto in un incidente aereo mentre era in volo verso Salt Lake City. Si presenta nello studio di Perry Mason preoccupata che il fisco (dal quale ritiene di essere pedinata) possa scoprire delle irregolarità nei conti di suo marito, e che questo si ripercuota sull'eredità: chiede quindi all'avvocato di indagare su delle eventuali somme di denaro che il marito potrebbe aver nascosto nell'appartamento 928-B del Palazzo Dixiewood, che affittava sotto il nome di Charles Amboy, e nel quale forse viveva anche una storia segreta con la sua infermiera e contabile Gladys Foss. 
Mason accetta l'incarico e si reca nell'appartamento, ma vi trova tracce di una partenza frettolosa e soprattutto una cassaforte vuota. Ma quando lo riferisce alla signora Malden, lei dà a intendere di pensare che si tratta di uno stratagemma messo in atto da Mason per consentirle di intascare i soldi senza dichiararli al fisco: Mason inizia a pensare di essere finito in una trappola, ma tesa da chi? Dalla stessa signora Malden o dall'infermiera Gladys? O da qualcun altro?
Tutte queste domande passano presto in secondo piano quando Steffanie Malden viene accusata dell'omicidio del marito sulla base della testimonianza dell'autista di lui (e secondo alcuni amante di lei), Ramon Castella. C'è qualcosa di vero nell'accusa, o qualcuno sta cercando di incastrare Steffanie?
È quello che Perry Mason, pur non fidandosi del tutto della sincerità della propria cliente, dovrà scoprire, battendo ancora una volta il procuratore distrettuale Hamilton Burger sul tempo!

## Personaggi principali
- Perry Mason, celebre avvocato
- Della Street, segretaria di Mason
- Paul Drake, investigatore privato e collaboratore di Mason
- Steffanie Malden, la "vedova ingannata"
- Gladys Foss, infermiera intraprendente
- Darwin Kirby, uomo d'affari
- Millicent Kirby, sua moglie
- Ramon Castella, autista del defunto dottor Malden
- Ray Spangler, allibratore
- Hamilton Burger, procuratore distrettuale

## Edizioni italiane
- Perry Mason e la vedova ingannata, collana Il Giallo Mondadori n. 465, Arnoldo Mondadori Editore, dicembre 1957.
- Perry Mason e la vedova ingannata, traduzione di Vittoria Comucci, collana I classici del Giallo Mondadori n. 364, Arnoldo Mondadori Editore, gennaio 1981, pp. 182.